# Hindersön
Hindersön är en av de större öarna i Lule skärgård och är omgiven av Långön, Degerön samt Lappön. På Hindersön finns bofast befolkning och jordbruk bedrivs.
På somrarna går turbåtar från Luleå till Hindersön och övernattningsmöjligheter finns på Jopikgården. Tre mycket vackra vikar; Västisund, Norrisund samt Ostisund, går att gå in i med ej djupgående båtar. Namnet Hindersön kommer från mansnamnet Henrik (Hindrik).

## Historik
Hindersön har bildats genom tre öar som vuxit ihop genom landhöjningen: Gräsön, Björkön och Hindersön. Hindersön var bebodd redan på 1500-talet och har alltid varit den folkrikaste ön i Lule skärgård. 1842 upptäcktes järnmalm på ön och under slutet av 1800-talet fanns en gruva på ön. Brytning av kalk har också skett på ön. Den 31 december 1930 bodde 148 personer på ön. En skola var verksam på ön fram till början på 1960-talet.
Vid folkräkningen 1960 (befolkning enligt den 1 november 1960) hade ön 74 invånare och omfattade en areal av 13,52 km², varav 13,40 km² land.
Under 2017 lade Skanova ner det kopparbaserade telenätet på orten.

### Administrativ tillhörighet
Hindersön tillhör Nederluleå socken. När 1862 års kommunalförordningar trädde i kraft den 1 januari 1863 ingick Hindersön i Nederluleå landskommun. 1 januari 1969 upplöstes landskommunen och dess område uppgick i Luleå stad. 1 januari 1971 ombildades staden till Luleå kommun, som Hindersön tillhör sedan dess.